# Mayara & Annabelle
Mayara & Annabelle é uma série em quadrinhos criada por Pablo Casado e Talles Rodrigues em 2014.
As primeiras histórias da série foram publicadas de forma independente, sendo viabilizadas por financiamento coletivo. Foram também lançadas nos Estados Unidos pela editora Behemoth Comics, além de terem sido adaptadas para um jogo de celular. Em 2021, a Conrad Editora compilou as HQs independentes e lançando uma "edição definitiva" da série.
A trama gira em torno das personagens que dão título à série: Mayara é uma ninja paulista e Annabelle é uma maga cearense, que trabalham como funcionárias públicas na unidade do Ceará da fictícia Secretaria de Controle de Atividades Fora do Comum, lutando juntas contra os perigos sobrenaturais que ameaçam Fortaleza.
Em 2021, o livro Mayara & Annabelle: Hora Extra ganhou o Troféu HQ Mix de melhor publicação independente edição única. Em 2022, foi anunciada uma série em live-action baseada na série, produzida pela Floresta, produtora da Sony, e pela Clube Filmes.